# Egon Möller-Nielsen

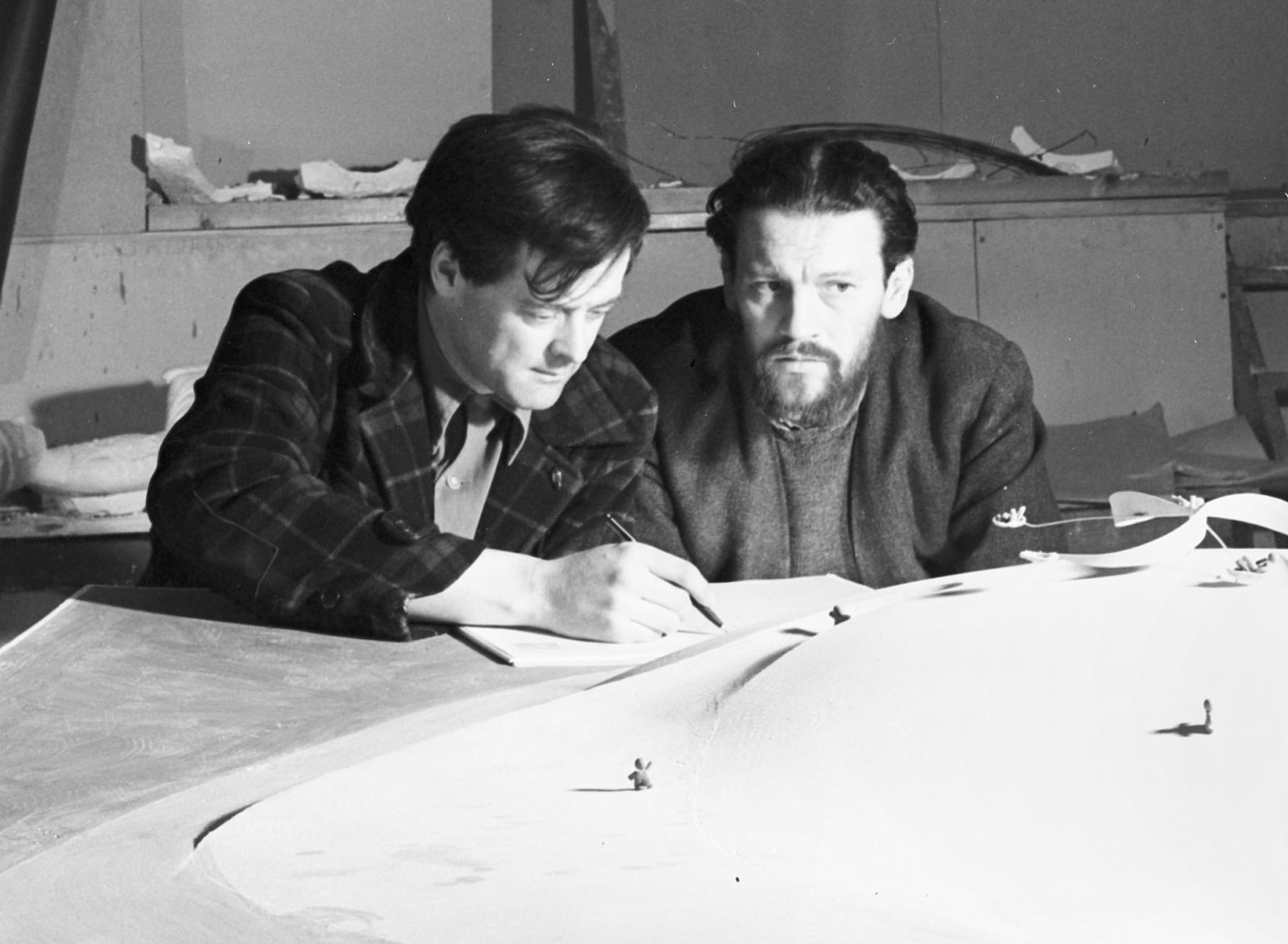
Egon Möller-Nielsen med arkitekt Ralph Erskine (till vänster) i Möller-Nielsens ateljé.

Egon Møller-Nielsen, född 9 maj 1915 i Köpenhamn, död 27 september 1959 i Stockholm, var en dansk-svensk arkitekt och skulptör.

## Biografi

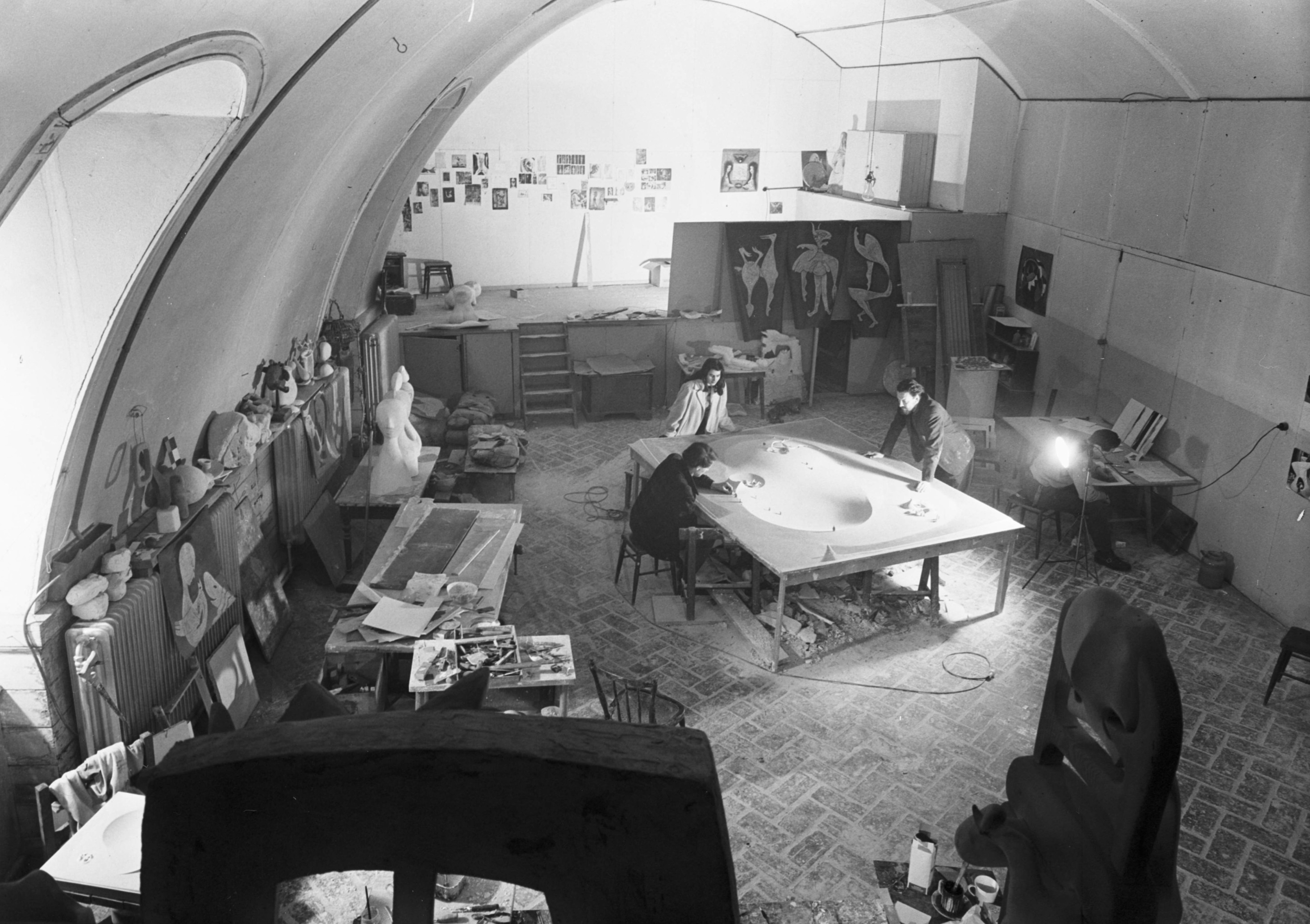
Egon Möller-Nielsens ateljé

Egon Møller-Nielsen föddes som son till ingenjören Niels Møller och Agnes Mary Gunnild Topshøj. Han tog studentexamen 1934 i Köpenhamn. Därefter studerade han under perioden 1934-1937 på skulptur- och arkitekturlinjen på Det Kongelige Danske Kunstakademi i Köpenhamn. Han arbetade på arkitektkontor i Helsingfors 1938-1939 och i Stockholm maj 1939-januari 1943. Han var under de sista två åren av sitt liv, 1957-1959, huvudlärare i skulptur på Konstfackskolan. Han deltog i redaktionen för kulturtidskriften Prisma under dess utgivning 1948-50.
Egon Møller-Nielsen är känd för sina abstrakta skulpturer i surrealistisk stil, framför allt för de lekskulpturer han introducerade från 1949 i samarbete med Stockholms stadsträdgårdsmästare Holger Blom och som fått många efterföljare. Han arbetade också med scenografi och illustrerade en barnbok.
| ”                     | Konstens mission: att bringa oss tillhanda till livet - att "levandegöra" tinget. Att återfinna barnets primitiva känslokontakt med tillvaron. | „ |
| – Egon Møller-Nielsen | |   |

Han var gift med Grethe Meinung 1938-1944, samboende med Birgit Åkesson 1946-1955 samt gift från 1955 med Kerstin Nyqvist. Hans dotter Mona tillsammans med Birgit Åkesson var under en period gift med Carl Fredrik Reuterswärd.

## Verk i urval

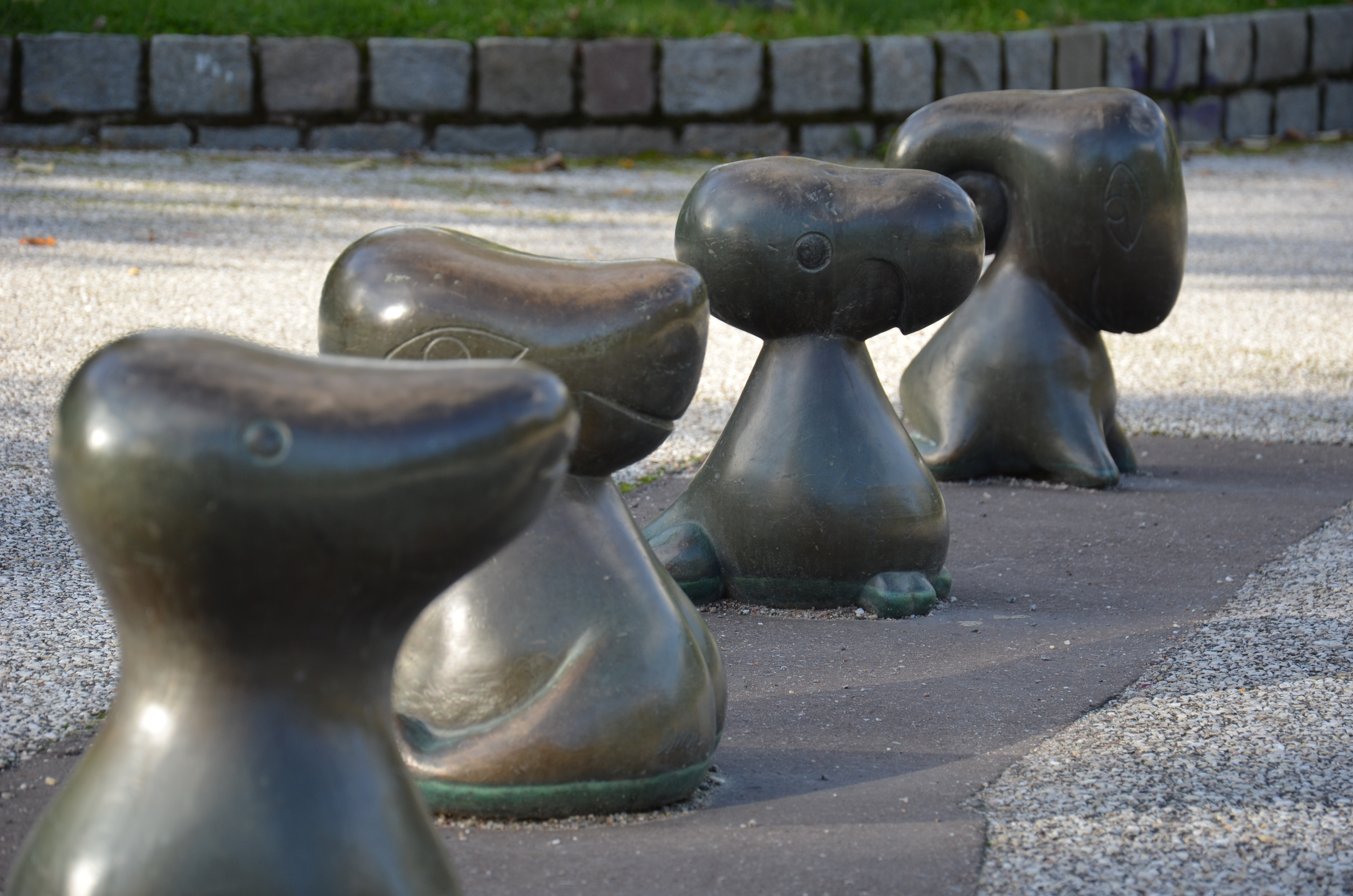
Domarring i Bredäng i Stockholm
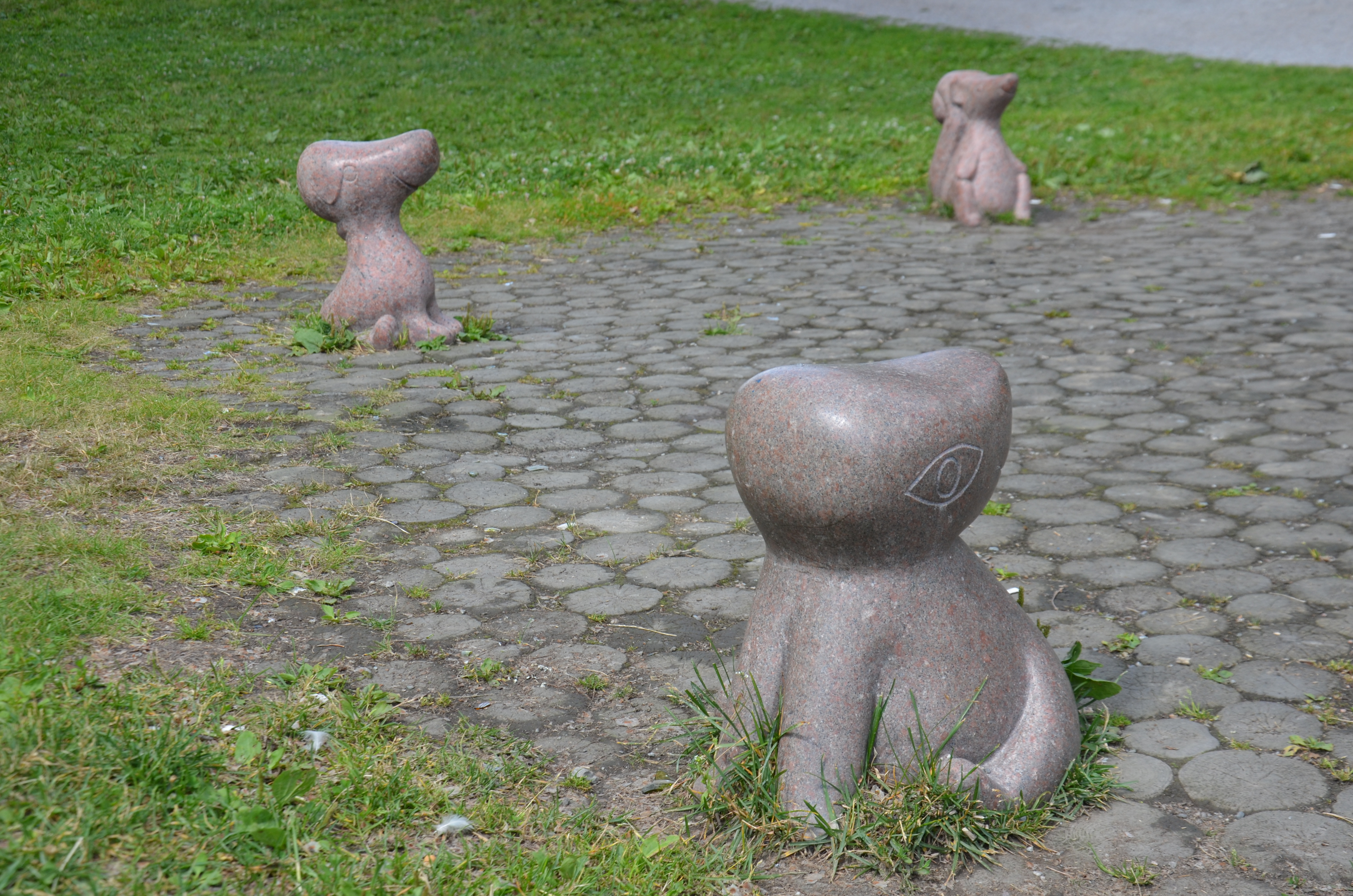
Detalj av Domarring i Rålambshovsparken, Stockholm
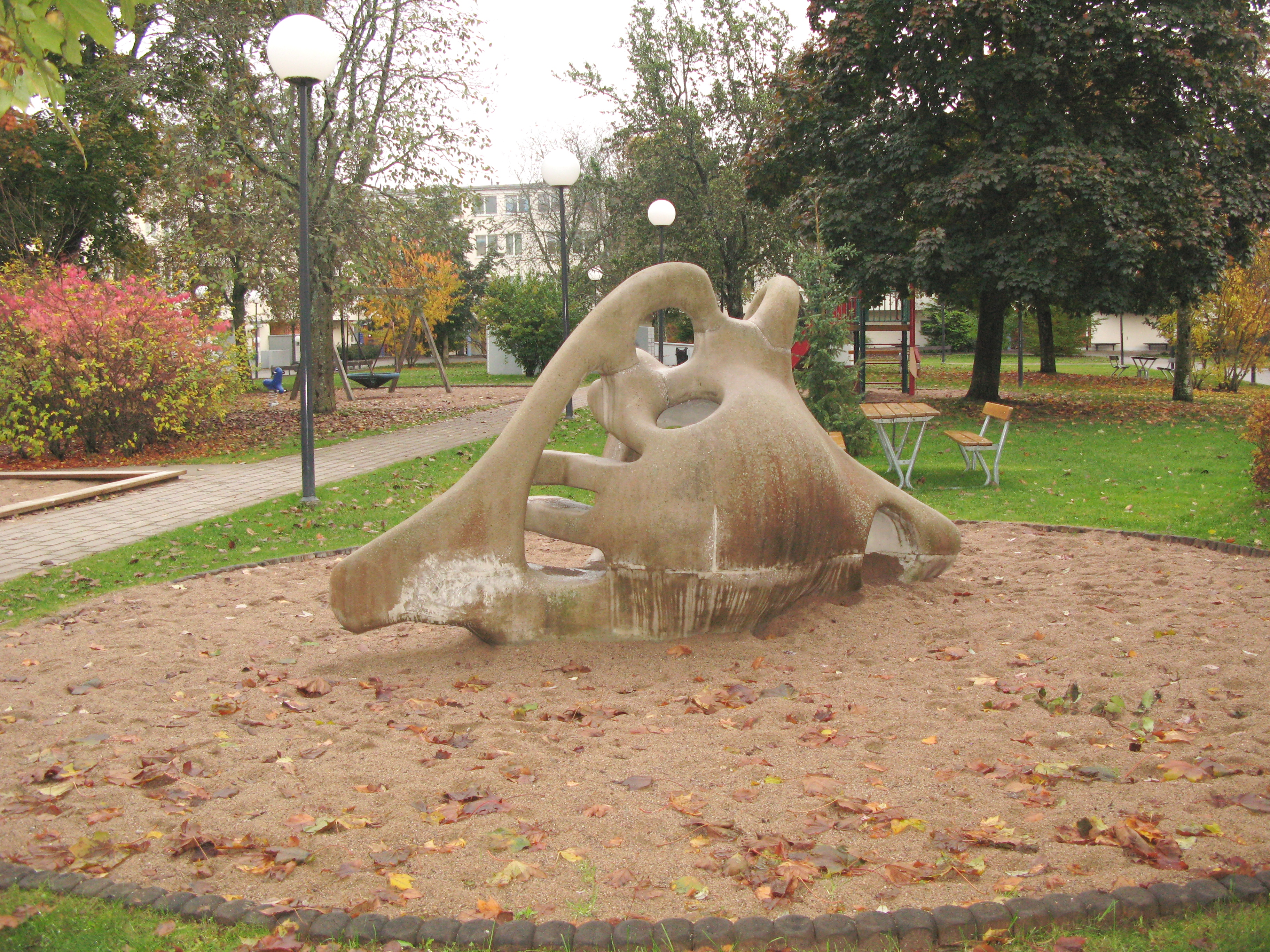
Tufsen i Markbacken, i Örebro
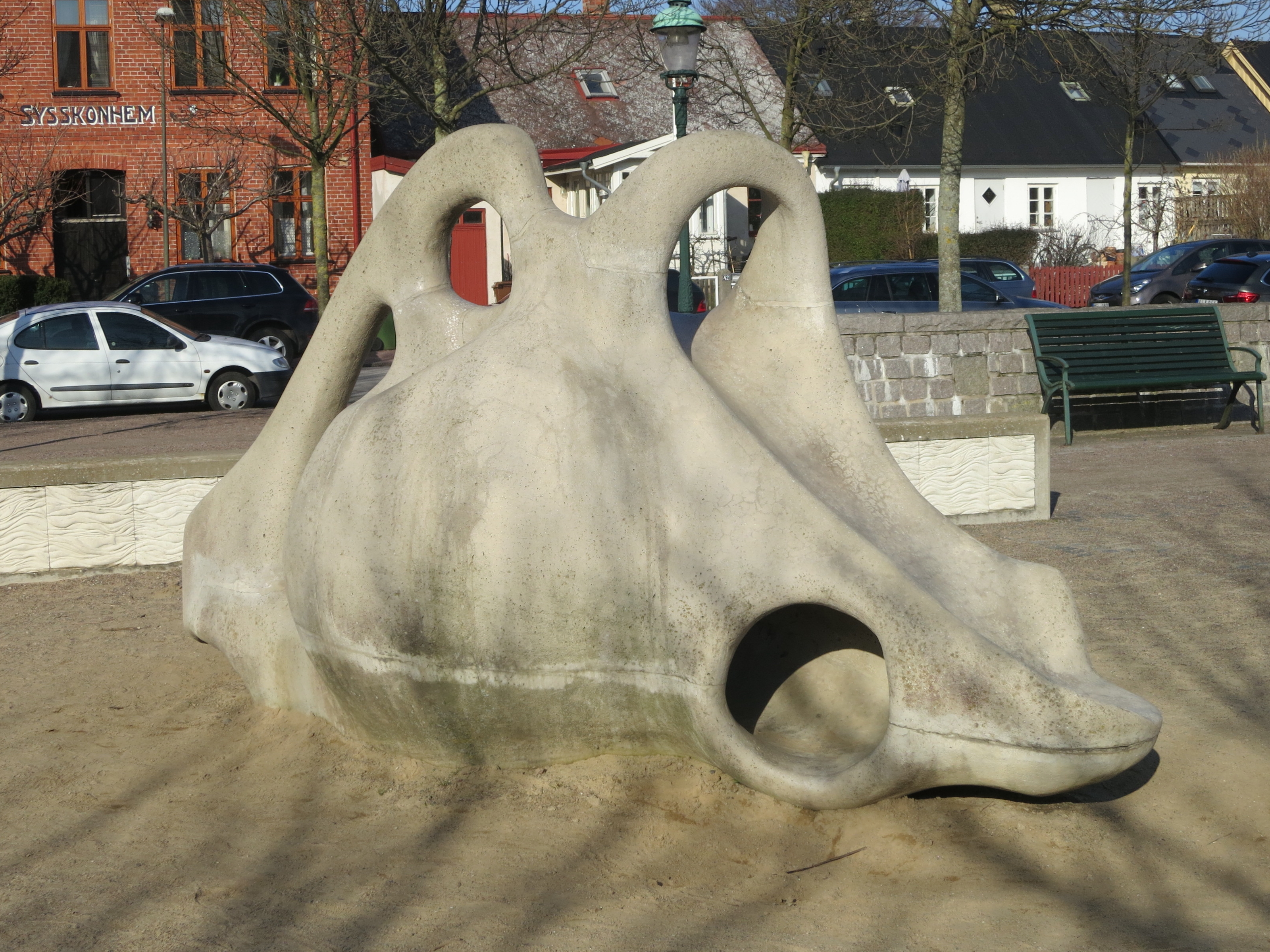
Tufsen i Limhamn
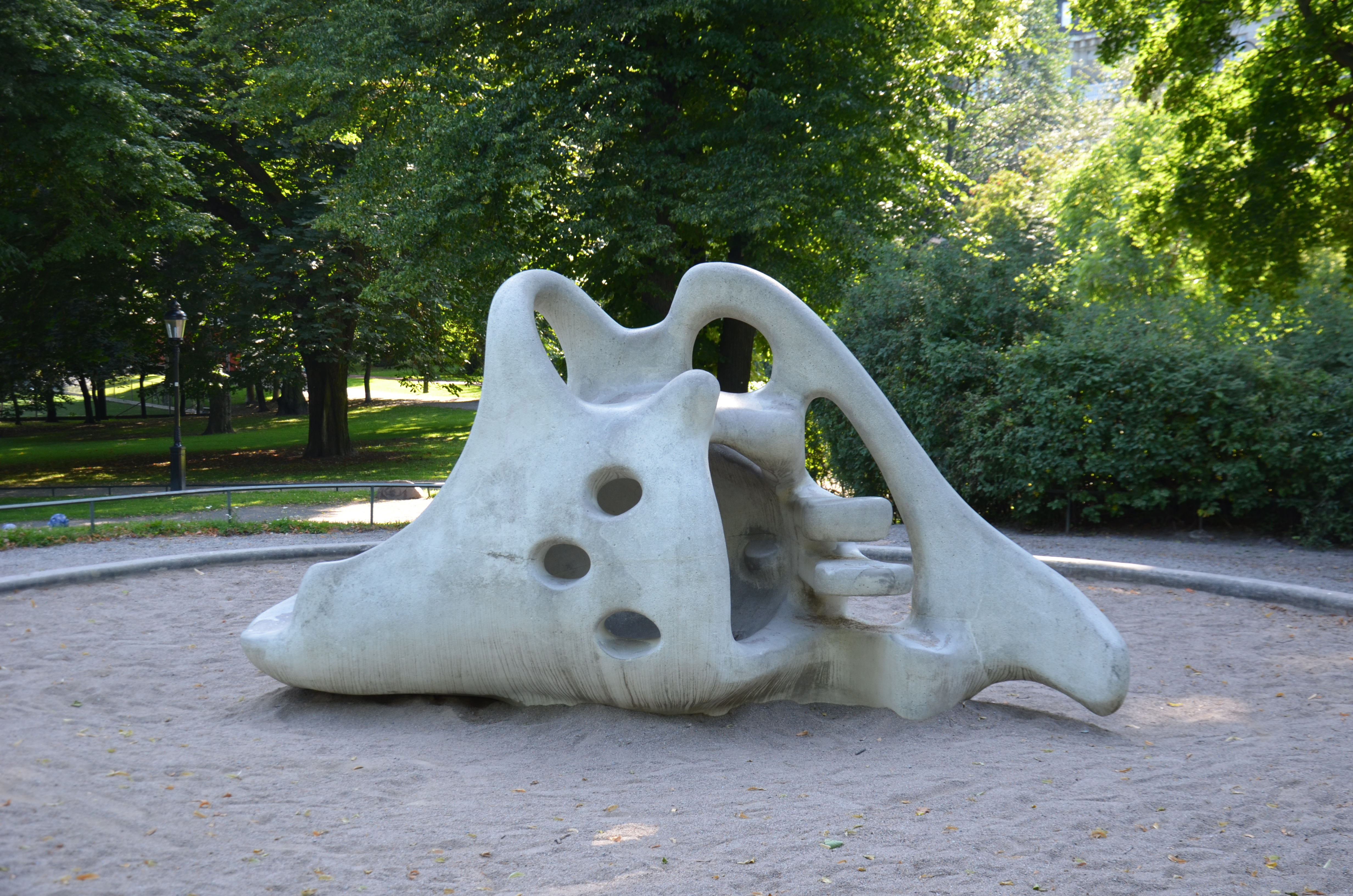
Tufsen (1949) i Humlegården i Stockholm
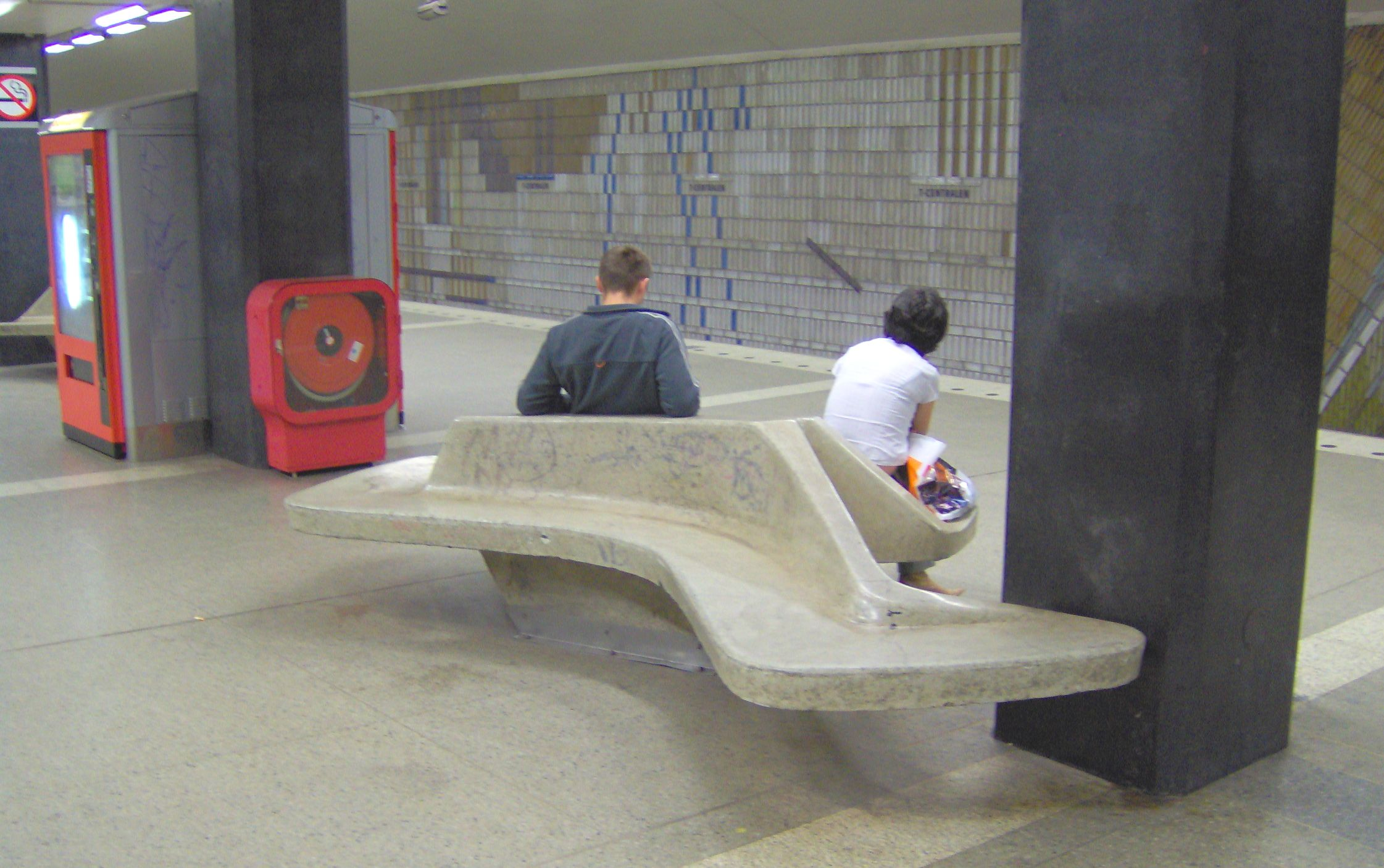
Soffa i stengöt (1957) på station T-centralen i Stockholm
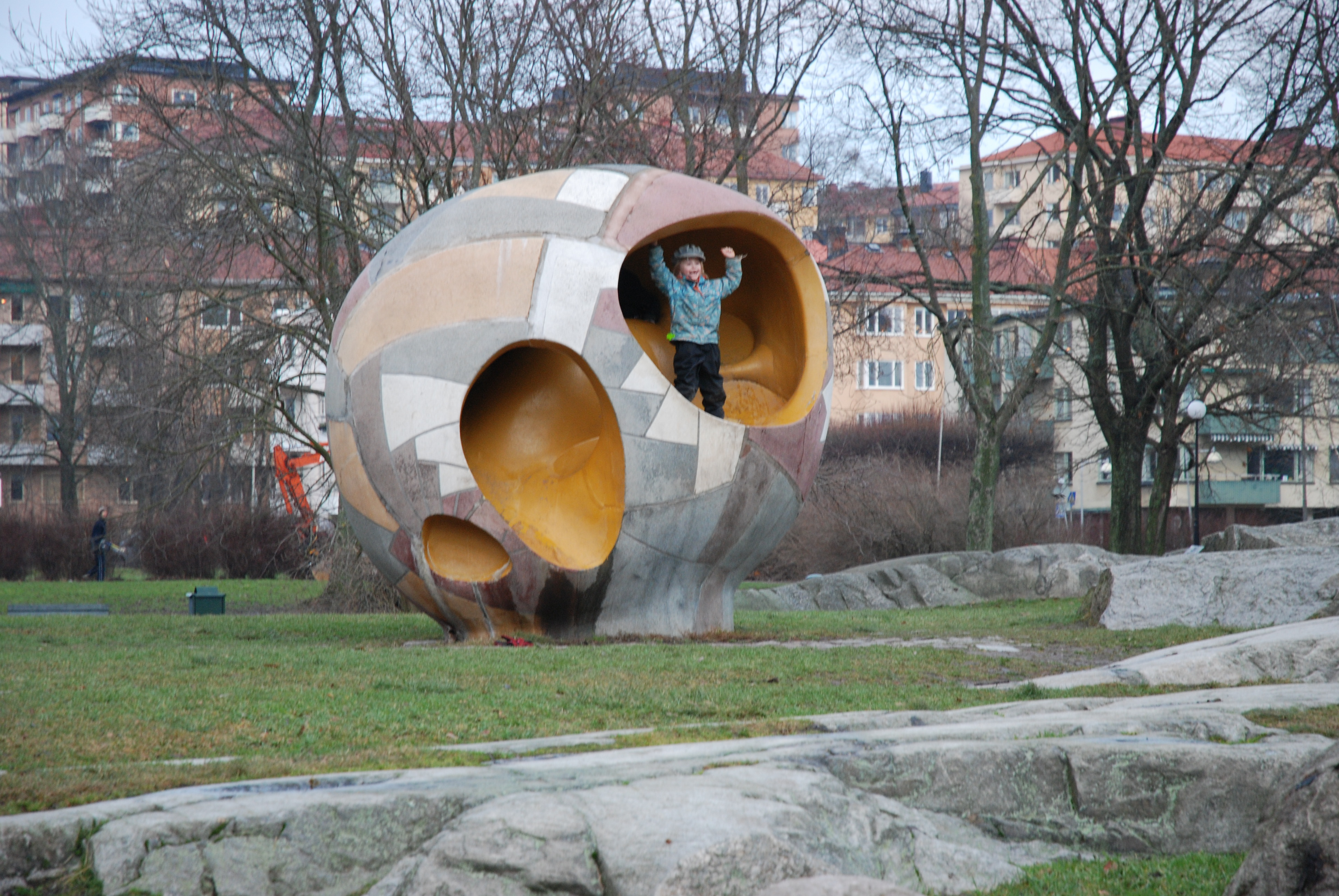
Ägget (1952) i Tessinparken på  Gärdet i Stockholm
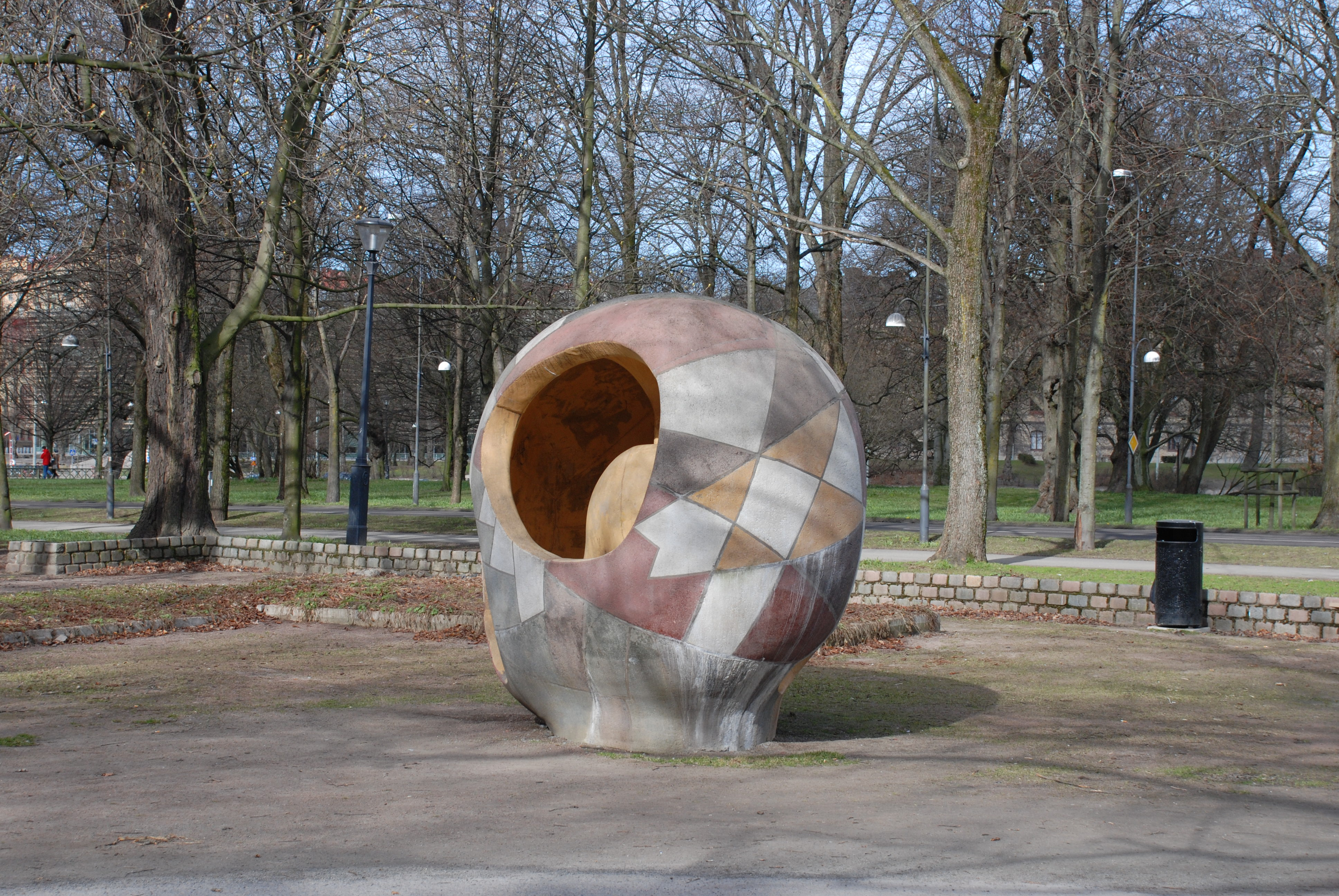
Ägget (Påskägget) på Per Angers plats i Göteborg
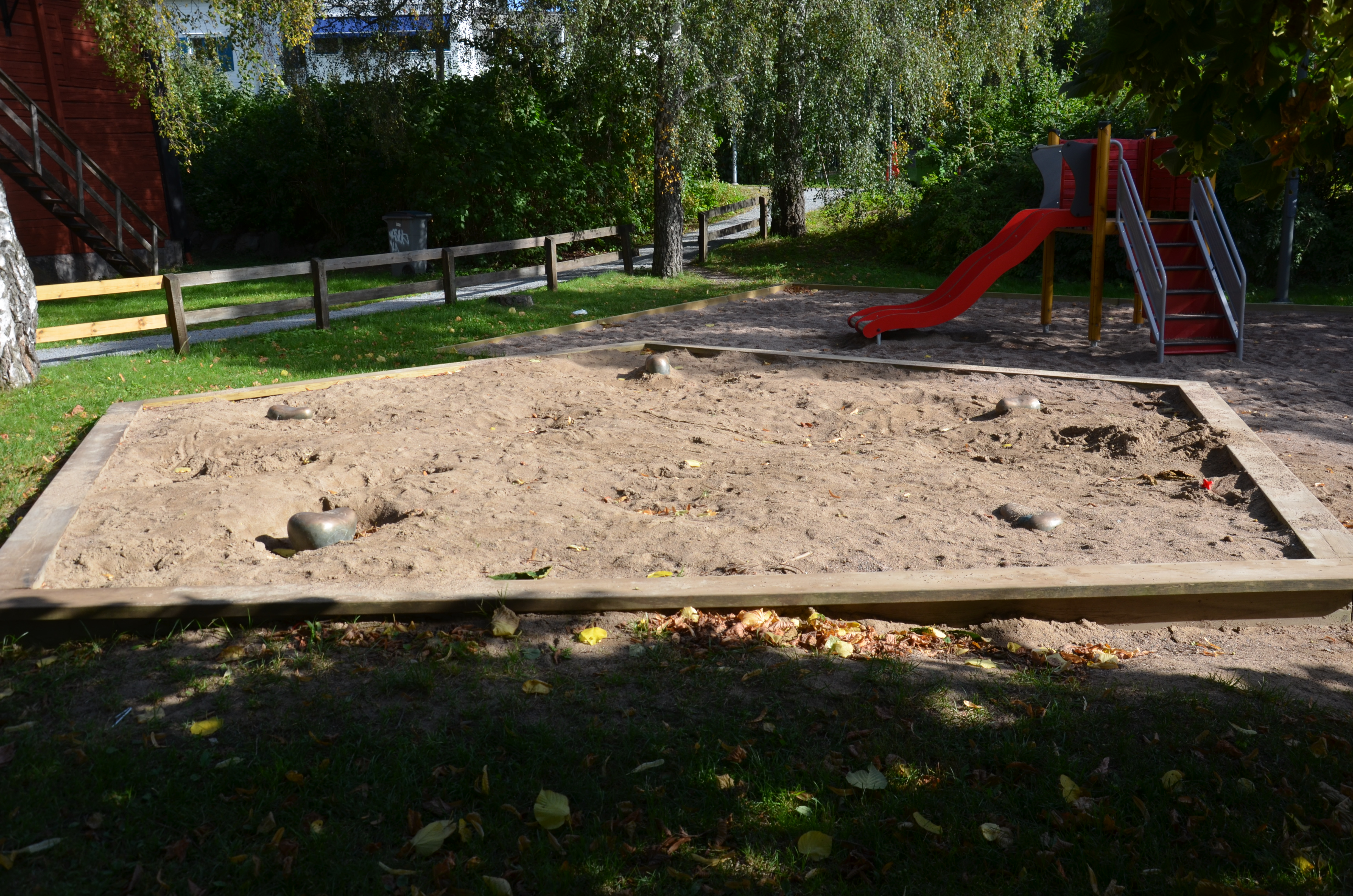
Djurriksdag i Danderyd

## Offentliga verk
- Tufsen (ibland Tuffsen) (1949), lekskulptur i konststen (marmorkross i betong), bland annat i Humlegården i Stockholm, Stadsparken i Lund, i Droskanparken vid Tjärhovsgatan/Södermannagatan i Stockholm, i Markbacken i Örebro, i Kyrkbyns lekpark vid Äringsgatan i Lundby i Göteborg, Lekparken Skånegläntan på Södermalm i Stockholm samt Norr Mälarstrand i Stockholm[9]
- Intarsia i marmor (1950), Enskede läroverk i Stockholm
- Solur, stenintarsia (1950) på fasaden till Ulriksbergsskolan, Växjö
- emaljarbete (1951), Avesta läroverk
- Domarring, granit, (1951-1957), Rålambshovsparken i Stockholm
- Ägget (1952), två versioner lekskulptur i konsten, bland annat i Tessinparken, Fagerlidsparken vid Sjöskumsvägen/Fagersjövägen i Hökarängen i Stockholm och i Kungsparken i Göteborg
- Utsmyckning av korridorvägg i Vällingby skola (1954), keramik, tillsammans med Elis Eriksson, Sven-Erik Fryklund och Anders Liljefors
- Organiskt formade soffor i stengöt (1957), övre planet på tunnelbanestationen T-Centralen (röd och grön linje) i Stockholm
- Djurriksdag, brons, uppsatt 1966 i Kvarnparken i Danderyd
- Domarring (1968), brons, parkleken Farstaängen/Färnebogatan i Farsta i Stockholm
- Domarring (1972), brons, plaskdammen, Stora sällskapets väg 10-18 i Bredäng i Stockholm,